# 外塚重喜
外塚 重喜 （とづか しげき、1980年2月19日 - ）は、熊本県荒尾市生まれ、メキシコの元プロボクサーで、実業家。

## 経歴
生まれる前に父は病死したため父親の顔を知らず母子家庭として育った。元WBC世界バンタム級チャンピオンの辰吉丈一郎に憧れる。
中学生時代はロックバンドを夢見ていたが1994年12月14日、愛知県名古屋レインボーホールで行われた薬師寺保栄対辰吉丈一郎の試合を見てプロボクサーを目指す。
1995年中学卒業と同時にそれまで新聞配達と学業を両立しながら貯めたバイト代で単身上京。新聞配達は1年続け1年で100万を貯めたが上京資金5万円のみ残し、残りは母親に全て渡している。
上京後、都内のボクシングジムに通いながら溶接工として働き始める。プロテストまで1か月を切った当たりから目の異常に気づき眼科で受診し網膜剥離と診断されプロボクサーへの夢は潰えた。
目標を失った外塚は仕事に没頭するも平和な毎日に嫌気がさし、同じ網膜剥離からボクサーにカムバックした辰吉丈一郎の元を訪れた。
17歳で美容師と結婚。長女を授かると再びボクシングに打ち込む。網膜剥離になったボクサーは国内では試合ができないため、メキシコへ渡る。
22歳の時、メキシコでの試合でプロデビューし1ラウンドノックアウト勝ち。メキシコでの試合であったため、日本からの応援者は妻のみだったが「一番見せたかった人に勝利を捧げられて良かった」と大粒の涙を見せた。
この間に法政大学法学部に入学。
2015年事実上ラストファイトとなったこの年、試合前に母が死去。精神面で不安定になり、トレーナーからは試合の中止を提案されるも、母の口癖である「男は何があっても仕事は休むな」を守り試合をすることになった。
試合前にメキシコのテレビ局サン・テレビのインタビューで「母親が亡くなったが今の心境は?」の質問に、それまで笑顔で計量に挑んでいたのが真顔になり「明日の為にここにいる。なにもない」と答えた。このコメントを聞いたメキシコボクシングファンは感動した。試合は「これが最後の親孝行」「確かに今までの敗北は精神面で一回りも二回りも俺を成長させてくれた。だが次の敗北は俺の人生の全てを否定することになる」と試合前語った外塚がプライドを捨て壮絶な打ち合いとなり、8ラウンド判定で外塚が勝利した。勝利者インタビューで「また会おう母ちゃん」と語り、ボクシング人生に幕を下ろした。
2016年12月自費出版
2020年復帰を模索中
10月屋根の溶接作業中に15メートルから墜落しアバラ4本の骨折と肺に穴が空く大怪我をするも12月に再び溶接作業を施工し完成させる。
2020年12月5日、自身5店舗目となる飲食店を渋谷にオープン。
第二作目となる自叙伝も執筆中であることを公表した。
2021年1月1日から日本を元気にするプランを打ち立て、全国に自身の店舗を持つ事を公言。手始めに沖縄で会社設立の為、長期で沖縄へ仕事に行っている。
現在、池袋でビジネスをしている。

## メディア出演
- 2007年熊本朝日放送『熊本の強い男』 - 同郷のプロボクサークレイジー・キムと出演

## エピソード
社会福祉活動として、2019年からクリスマスの時期に熊本県荒尾市にある病院と児童養護施設に行き、子供達にお菓子やクリスマスプレゼントを渡すなどの活動をしている。
ルシアンペラフィネ、アンダーカバー、A BATHING APE、ソフ、GUCCI、FENDIを良く着ているが、多くはルシアンペラフィネのカシミヤを着ている。
時計はロレックスデイトナ、とデイトジャスト、チェリーニ
5児の父であり二人の祖父である。
重度のメニエールを患い医者からは治らないと宣告される。
人脈が広く多くの職種の人との関わりがあるものの友達は少ない。
結婚は6度しており、その都度離婚をしている。
これまで6人の子供を授かり1人は先天性の心臓病で亡くしている。
辰吉をプライベートで兄貴と慕っており、大阪へ行くと必ず辰吉に会いに行く。
美容室は毎日行っており、年に数回程度しか自分で頭を洗わないとツイッターでツイートしている。
シャンプーなどは色々なスタイリストがやっている。
地方にも行きつけの美容院がある。
美容室やエステに行くときは汚れてもいいように専用の服がある。
眉毛脱毛は元バクステ外神田一丁目の吉川葵や人形町にあるi.bでやってもらっている。
ネイルサロンは麻布十番にあるARCANAに行っている。
愛用のヘアケアはケラスターゼ、ロレッタ、SHISEIDO、オージュア。
愛用のスキンケアはSHU UEMURA、オバジ、KIEHL'S。
MTG商品も愛用している。
「俺ほど偉大になると謙虚になることは難しい」が口癖。
ボクシングスタイルは打たれずに打つアウトボクシングで現役中ダウンは1度のみ。
激しい打ち合いを好むメキシコボクシングファンからは「試合がつまらない」と言われ恐怖を覚えたと試合後のインタビューで答える。
暖かい声援だけが応援ではないことを知ったから強くなろうとしたと語った。
自身の半生を描いたタトゥーを上半身に入れている。
住まいは東京都文京区。
得意な事はお金儲け。
仕事は壮大なゲームと語りお金と女に執着心はない。
お金の現物より数字が増えていくのを見るのが好き。
FXで数千万を利食いするもゴールド先物が不得意でゼロカットを得意としている。
血液型はAB-で輸血の際は助からない可能性がある。
芸能人との親交もあり窪塚洋介、華原朋美、亀田和毅、日本エレキテル連合、有名ラッパーなどとはプライベートでも食事する仲である。
AMEXプラチナとダイナースを保有している。
エステには月に2度行っており小顔でいたい為とTwitterでツイートしている。
ブログは2007年から2020年12月31日まで1度も休む事なく毎日投稿していた。
現在はウェブページが閉鎖しブログは消滅している。
女性との付き合いが少なく恋愛は苦手。
愛車はレクサスLs600とBMW。
過去にはアストンマーチンやソアラも乗っていた。
尊敬する人物は辰吉丈一郎。
アパレル関係で多くのデザイナーと出会い、その中でもNIGOと親交を深めA BATHING APEの広告塔として毎日A BATHING APEの服を着ていた事もある。
元来は左利きだが左拳を骨折した際に「右でも何でも出来るように」と文字を大量に書き続け１年で右でも書けるようになった。
趣味は草野球、釣り、スノボー、料理、旅行。
特に料理は調理師免許を持っている程で子供達に作っている。
基本的に女性と子供には優しいが自分の子供にはとても甘く1度も怒った事がない。
中学卒業と同時に上京しボクシングと仕事を始めた為、高校には行っていないが網膜剥離になり目標を失った時に高卒認定試験を受験して合格後、旧大検で法政大学法学部へ入学した。
しかしボクシングへの夢を諦められず再び辰吉への元へと訪れる「俺にはボクシングしかない」とメキシコへ渡った。
電車が嫌いとTwitterで語る。
アンダーグラウンド雑誌、実話ナックルズでメキシコの危険地域を熟知していると話す。
好きな雑誌はプレジデント、美的